# ژئوسنتتیک

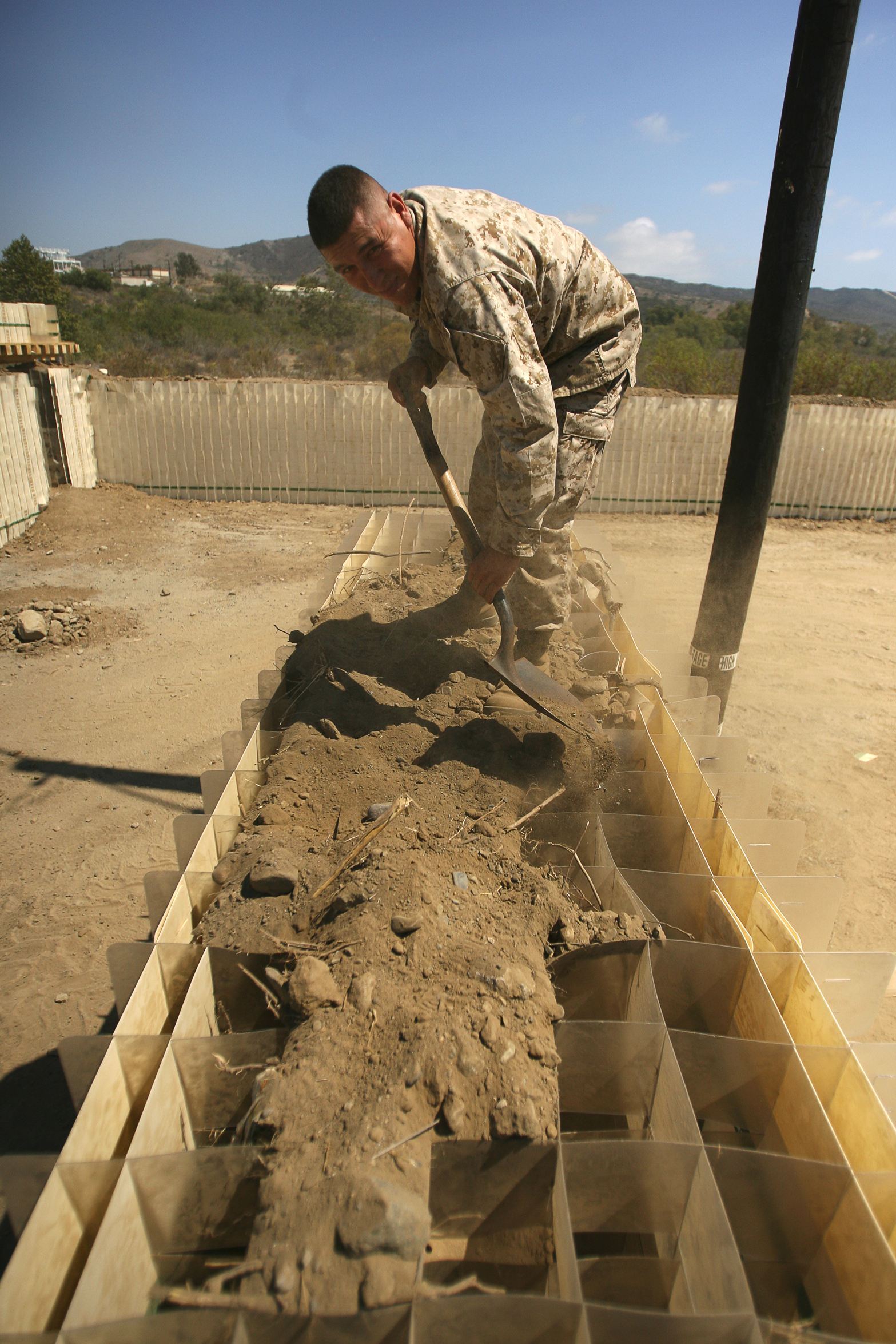
ژئوسنتتیک

ژئوسنتتیک  از دو بخش «ژئو» (Geo) و «سنتتیک» (Synthetic) ساخته شده‌است. از کلمه «ژئو» در مواردی استفاده می‌شود که مربوط به زمین باشد و قسمت دوم، «سنتتیک»، در مورد موادی استفاده می‌شود که ساخته دست بشر باشند یا به عبارت دیگر موادی که مصنوعی‌اند و به صورت آزاد در طبیعت یافت نمی‌شوند. کلمه ژئوسنتتیک برای دسته‌ای از محصولات به کار می‌رود که عموماً جهت بر طرف‌سازی مشکلات ژئوتکنیک به کار می‌روند. این کلمه به‌طورکلی برای هشت محصول: ژئوتکستایل، ژئوگرید، ژئوممبران، ژئونت، ژئوسنتتیک کلی لاینر، ژئوفوم، ژئوسل و ژئوکامپوزیت‌ها استفاده می‌شود. طبیعت پلیمری آن‌ها به گونه‌ای است که سبب می‌شود برای استفاده در زمین، جایی که دوام زیادی از آن انتظار می‌رود مورد استفاده قرار گیرد. ژئوسنتتیک‌ها در اشکال و با مواد مختلفی تولید می‌شوند که هر کدام برای مصارف نهایی تقریباً مشابه به کار می‌روند. این محصولات گستره وسیعی از کاربردها را دارند و در حال حاضر در بسیاری از کاربردهای عمرانی، ژئوتکنیک، حمل و نقل، زیست‌محیطی، هیدرولیک، و کاربردهای توسعه‌ای خصوصی مانند جادهها، فرودگاه‌ها، خطوط راه آهن، سدهای خاکی، دیوار حائل، استخرهای ذخیره آب، سدها، کانال‌ها، کنترل فرسایش، کنترل رسوب، بستر لندفیل‌ها، پوشش لندفیل‌ها، معادن، پرورش آبزیان و کشاورزی استفاده می‌شوند.

## تاریخچه
انواع مختلف مرکب با خاک آن‌ها هزاران سال است که مورد استفاده قرار می‌گیرد. آن‌ها در زمان رومیان باستان در ساخت جاده‌ها وتثبیت لبهٔ آن‌ها مورد استفاده قرار می‌گرفتند. این ژئوتکستایل‌های ابتدایی از فیبرهای طبیعی، پارچه یا گیاهانی ساخته شده بودند که با خاک مخلوط شده و برای بالا بردن کیفیت جاده‌ها خصوصاً وقتی جاده روی خاک ناپایدار قرار داشت استفاده می‌شدند. با اینکه ژئوسنتتیک‌های امروزی شباهت‌های کمی با پیشینیان خود دارند اما از یک اصل پیروی می‌کنند. توسعهٔ ژئو سنتتیک‌ها کند بوده، عمدتاً به دلیل محدودیت‌هایی که در استفاده در مواد سازندهٔ آن‌ها وجود داشته‌است. در پی پیشرفت‌ها ی اخیر در صنعت پلیمر، توسعهٔ ژئوسنتتیک‌ها نیز روند بسیار سریعتری به خود گرفت. بارزترین نشان پیشرفت و پذیرش این محصول از سوی صنایع مختلف را می‌توان در تشکیل انجمن بین‌المللی ژئوسنتتیک (IGS) در سال ۱۹۸۳ در پاریس دانست.
اولین تلاش‌ها برای تقویت خاک، در زمان‌های بسیار دور، با فروکردن شاخ و برگ درختان در باتلاق‌ها و شنزارها آغاز شد. بدین صورت که با اضافه کردن این‌ها، پس از گذشت مدتی جرمی در اطراف آن‌ها شکل می‌گیرد و قدرت تحمل خاک افزایش می‌یابد؛ که در نتیجه این محل‌ها قابل عبور و مرور می‌شدند.
اولین بار در اواخر دهه ۴۰ و اوایل دهه ۵۰ میلادی در آمریکا از ژئوسنتتیک‌ها استفاده نمودند و در دهه ۷۰ در اروپا رواج فراوان یافت. اخیراً در کشورهای آسیایی استفاده از این مصالح رایج شده‌است.
اولین استفاده از ژئوسنتتیک در ساواناریورسایت در ایالات متحده آمریکا در سال ۱۹۲۶ میلادی انجام شد.

## انجمن مهندسی ژئوسنتتیک ایران

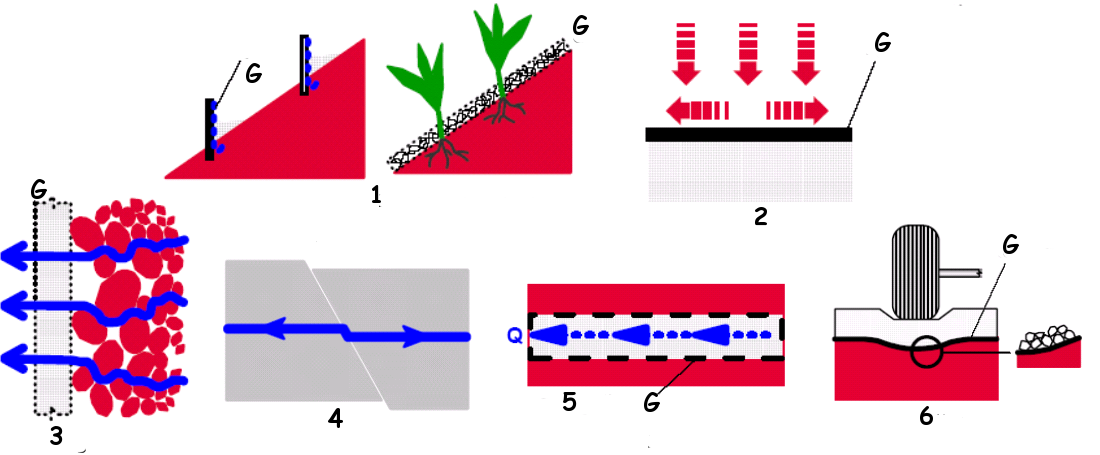
انجمن مهندسی ژئوسنتتیک ایران

انجمن مهندسی ژئوسنتتیک ایران با هدف گسترش این محصولات در کاربردهای فنی و مهندسی و معرفی آن‌ها به شرکت‌ها و سازمان‌های دولتی و خصوصی در تاریخ ۱/۱۰/۱۳۸۹ در وزارت کار و امور اجتماعی به عنوان یک انجمن صنفی تأسیس و برای مدت سه سال با ده عضو شامل پنج عضو اصلی هیئت مدیره، دو عضو علی‌البدل هیئت مدیره، دو بازرس اصلی و یک بازرس علی‌البدل فعالیت خود را آغاز کرد.
پس از گذشت بیش از یک دهه از فعالیت گسترده جمع زیادی از مهندسین در قالب شرکت‌های پیمانکاری، مهندسین مشاور، شرکت‌های تجاری و شخصیتهای حقیقی؛ جهت توسعه مهندسی ژئوسنتتیک در ایران و در راستای اقداماتی که پیش از این برای راه اندازی تشکیلاتی عمومی (مردم نهاد و بدون وابستگی تجاری) صورت گرفته بود، انجمن مهندسی ژئوسنتتیک ایران در قالب کنونی، از پاییز سال ۱۳۸۶ پایه‌گذاری شد.
این تشکیلات در ابتدا با برگزاری جلسات منظم با حضور افراد از طیف نسبتاً وسیعی از دست اندرکاران در امور مهندسی ژئوسنتتیک شروع به فعالیت نموده و به تدریج با تعیین اهداف کوتاه مدت و بلند مدت برای انجمن و اتخاذ راهبردهای عملی جهت دستیابی به این اهداف به کار خود ادامه داد.
اهداف و راهبردهائی که در نسخه اولیه اساسنامه انجمن مهندسی ژئوسنتتیک مورد اشاره قرار گرفته بود، عبارتند از
ماده ۵- اهداف انجمن:
گسترش کاربرد محصولات ژئوسینتتیک در جامعه مهندسی کشور به شرح زیر:
۱- محصولات ژئوسینتتیک به صورت مؤثر در پروژه‌ها به کار گرفته شوند. بکارگیری مؤثر عبارت است از استفاده به جا و اجرای صحیح به‌طوری‌که اعتماد کارفرمایان در پروژه‌ها به عملکرد مناسب این مصالح جلب شود
۲- ایجاد رابطه‌ای عادلانه بین تأمین کنندگان، کارفرمایان و دیگر عوامل ارائه‌کننده خدمات در این صنعت مانند طراحان، کارشناسان مستقل، نصابان و …
۳- حفظ و تقویت رقابت سالم و غیر تخریبی بین فروشندگان و دیگر عوامل دست اندرکار
۴- شناساندن محصولات ژئوسینتتیکی به عنوان محصولاتی عام در جامعه مهندسی که به‌طور معمول مورد استفاده قرار گیرند.
۵- انسجام بخشیدن و و ارتقاء سطح علمی و آکادمیک این صنعت در ایران
تبصره ۱: هیئت مدیره انجمن جهت نیل به اهداف فوق، آیین‌نامه‌ها و مقررات داخلی لازم را تهیه و اجرا خواهد کرد.
ماده ۶- راهبردهای تعیین شده برای نیل به اهداف
انجمن راهبردهای زیر را برای برای رسیدن به اهداف تعیین شده در ماده ۵ اساسنامه تعیین می‌نماید:
۱- ایجاد ساختاری با جنبه‌های علمی و صنفی و فعال در هر دو بخش
۲- ایجاد یک مرجع فنی قابل اعتماد
۳- همکاری با مراجع ذی‌صلاح در دستورالعمل‌های طراحی، انتخاب و اجرا محصولات ژئوسینتتیک و انتشار آن‌ها برای استفاده عموم
۴- همکاری با مراجع ذی‌صلاح در تدوین ردیف‌های قیمتی شفاف و به روز در فهارس بها و بخشنامه‌ها برای خدمات طراحی، تأمین و اجرای محصولات ژئوسینتتیک
۵- ایجاد تعامل سازنده بین کارفرمایان، مشاورین، تولیدکنندگان، پیمانکاران، تأمین کنندگان، مراکز دانشگاهی و تحقیقاتی، سایر انجمن‌ها و مراجع ذی‌ربط در راستای تقویت صنعت ژئوسینتتیک و حفظ منافع فعالین
۶- ارائه منشور حرفه ای- اخلاقی ناظر بر عملکرد منسجم فعالین در صنعت ژئوسینتتیک
انجمن مهندسی ژئوسنتتیک ایران، همچنانکه از بدو تأسیس تعلق به گروه یا بخش خاصی از دست اندرکاران در این زمینه وسیع مهندسی نبوده‌است، همواره از پذیرش اعضای جدید که در سطوح مختلف و در حوزه‌های دانشگاهی، مهندسین مشاور، پیمانکاران و واحدهای تولیدی و شرکت‌های تجاری استقبال می‌نماید.
هم اکنون دکتر کاظم فخاریان رئیس هیئت مدیره انجمن و مهندس محمدرضا اشکبوسی دبیر انجمن ژئوسنتتیک ایران می‌باشند.
آدرس وب سایت انجمن www.iranigs.com می‌باشد.
انجمن از سال ۹۲ بعنوانشاخه انجمن بین‌المللی شناخته شده‌است.

## ژئوسنتتیک‌ها
ژئوسنتتیک‌ها به چند گروه کلی تقسیم می‌شوند:
1. ژئوسل : ژئوسل یک محصول مهندسی ژئوتکنیکی است که از سلول‌های پلاستیکی به هم پیوسته تشکیل شده و به منظور تثبیت خاک و کنترل فرسایش مورد استفاده قرار می‌گیرد. این ساختار سه‌بعدی از پلیمرهای مقاوم ساخته شده و به شکل سلول‌های لانه‌زنبوری در پروژه‌های مختلف ساختمانی و راه‌سازی نصب می‌شود. ژئوسل با توزیع یکنواخت بارها و جلوگیری از حرکت جانبی خاک، به بهبود پایداری زمین و کاهش فرسایش کمک می‌کند. این محصول به ویژه در ساخت جاده‌ها، تثبیت شیب‌ها و تقویت دیواره‌های خاکی کاربرد فراوانی دارد.
2. ژئوتکستایل: جهت مسلح‌سازی، جداسازی، زهکشی مناسب، اضافه نمودن قدرت باربری آسفالت و خاک، افزایش عمر مفید آسفالت، حفاظت سازه‌ای از سواحل و بنادر، نشست همگون در سازه‌های دریایی نظیر موج شکن‌ها، حفاظت زمین‌های در حال فرسایش، حفاظت از لایه بالاست در راه‌آهن، افزایش قدرت باربری بستر راه و راه‌آهن، حفاظت از لایه‌های ژئوممبرین و بسیاری از موارد دیگر کاربرد دارد. ژئوتکستایل‌ها معمولاً به شکل پارچهٔ بافته یا نبافته تولید می‌شوند. ژئوتکستایل‌های بافته از در هم تنیدن رشته‌های عمودی وافقی ساخته می‌شوند که نتیجهٔ نهایی آن پیدایش یک لایهٔ مقاوم و چیزی شبیه پارچه است. ژئوتکستایل‌های نبافته به روش‌های مختلفی تولید می‌شوند. روش‌های معمول عبارتند از heat bonded (شکل دهی با حرارت)، needle punched(شکل دهی مکانیکی یا سوزن سوزنی کردن) و chemically bonded (شکل دهی به روش شیمیایی). ژئوتکستایل‌های بافته و نابافته از رشته‌ها و فیبرهای عموماً پلیمری تشکیل شده‌اند، که از پلی پروپیلن، پلی استر، پلی اتیلن و پلی آمید تشکیل می‌شوند. گروه کوچکی از ژئوتکستایل‌ها وجود دارند که از الیاف فیبری تشکیل شده‌اند و عمدتاً در زمینهٔ کنترل فرسایش به کار می‌روند.
3. ژئوگریدها: جهت مسلح‌سازی خاک و ساخت دیوارهای حائل و غیره کاربرد دارند. ژئوگرید ٫ گریدهای مشبک توری است که به صورت ستون‌های افقی برای مستحکم نگاه داشتن دیوارها استفاده می‌گردد. ژئوگرید مانند حفاظی برای پایداری تکان‌های سطح بیرونی خاک می‌باشد. ژئوگرید خاک را ثابت نگه می‌دارد تا بدین صورت مقاومت دیوارهای بنا شده روی آن بیشتر شود. ژئوگرید صفحه‌ای مشبک است که در مقایسه با ژئوتکستایل خاصیت قفل شدگی بیشتری دارد یعنی با ذرات خاک درگیر شده و مقاومت طولی و عرضی بالایی به بستر خود می‌دهد. این محصول بیشتر در دیوارهای حائل و راه‌سازی کاربرد دارد و از موادی مانند پلی اتیلن، پلی استر، فایبر گلاس و با پو شش‌های مختلف تولید می‌گردد.
4. ژئوممبران‌ها: ژئوممبران ورقی از جنس پلی اتیلن، پی وی سی و … است که خاصیت عایق کاری انواع سطوح بدون نیاز به زیرسازی خاص را دارد؛ که باعث نفوذ ناپذیری نسبت به انواع سیالات (برای مثال آب، مواد شیمیایی و نفتی) می‌شود و جهت آب‌بندی کردن، ساخت دریاچه‌های مصنوعی، استخرهای پرورش ماهی و استخرهای صنعتی، لاگون‌های فاضلاب و لوله‌های انتقال آب و فاضلاب کاربرد دارند. ژئوممبرین یا ژئوممبران می‌تواند به تنهایی یا با انواع پوشش‌ها، چون صفحات بتونی یا سنگ ریزه نصب شود. از جملهٔ کاربردهای این محصول، استفاده برای بهبود کیفیت سدهای قدیمی ٫ ایزولاسیون ٫ جلوگیری از نشت در کف مخازن ٫ سازه‌های آبی و … بکار می‌رود. عمر ژئوممبرین‌های بدون پوشش به دلیل اینکه در معرض اشعهٔ ماوراء بنفش قرار می‌گیرند اندکی کمتر از ژئوممبرین‌های پوشش دار می‌باشد ولی در مقابل، تعمیر آن‌ها از نوع پوشش دار آسان تر است. از طرفی ژئوممبرین‌های پوشش دار بیشتر در معرض خطر سوراخ شدگی قرار دارند. معمولاً در زیر و روی ژئوممبرین ژئوتکستایل قرار می‌دهند تا آن را در مقابل سوراخ شدگی محافظت کند. همچنین باعث تقویت قدرت تحمل بار سازه و ژئوممبرین می‌شود. در این حالت، ژئوتکستایل همچون ضربه‌گیری عمل می‌کند که از تمرکز فشارهای وارده بر لایهٔ ژئوممبرین می‌کاهد.
5. ژئونت‌ها: جهت جلوگیری از فرسایش شیب‌ها و زهکشی مناسب. ژئونت‌ها کلاسی از ژئوسنتتیک‌ها هستند که از تزریق پیوسته نوارهای پلیمری با زاویه دقیق نسبت به یکدیگر تولید می‌شوند. جنس آن‌ها معمولاً از پلی اتیلن می‌باشد. وجود فاصله در بین رشته‌های این کلاس از ژئو سنتتیک شرایط بسیار مناسبی را برای استفاده از ژئونت به عنوان وسیله‌ای بهیه برای زهکشی به وجود آورده‌است. بدین صورت که ژئونت‌ها با اندازه حفره‌های متفاوت موجود می‌باشند و با توجه به اندازه ذرات خاک به صورتی انتخاب می‌شوند که بدون جابجایی ذرات خاک، امکان زهکشی را به وجود آورند. از این رو، عملکرد عمده ژئونت زهکشی است. اما با توجه به بررسی‌های به عمل آمده با توجه به قیمت پائین‌تر ژئوتکستایل برای عمل زهکشی، ژئوتکستایل‌ها کاربرد بیشتری نسبت به ژئونت‌ها دارند.
6. ژئوکامپوزیت‌ها: ترکیبی از ورقه‌های مختلف ژئوسنتیک مانند ژئوتکستایل- ژئونت، ژئوتکستایل- ژئوگرید، ژئوتکستایل- ژئوسل و غیره ساخته شده و در بسیاری از موارد به عنوان فیلتر- زه کش مورد استفاده قرا می‌گیرند. انواع معروف آن معمولاً جهت زهکشی زمین‌های ورزشی و دیوارهای حائل و سقف تونل‌ها استفاده می‌شود.
7. جی سی ال:جی سی ال یا ژئوسنتتیک کلی لاینر طبق تعریف ژئوکامپوزیت در واقع نوعی ژئوکامپوزیت است اما به دلیل کاربرد گسترده و عملکرد مشابه ژئوممبران به صورت جداگانه نیز در نظر گرفته می‌شود و متشکل از ورقه‌های ژئوسنتیک با میان لایه‌های رسی(بنتونیتی) بوده و برای جلوگیری از نشت آب و آب‌بندی مورد استفاده قرار می‌گیرند. نوع متداول آن متشکل از یک لایه بنتونیت در میان دو ورقه ژئوتکستایل یا در میان یک لایه ژئوتکستایل و ژئوممبران می‌باشد، مزیت ویژه جی سی ال، خاصیت خود ترمیمی و همجوشی است.
8. ژئوسل: ژئوسل‌ها در واقع مصالحی هستند که به جهت پایدارسازی شیب‌ها مورد استفاده قرار می‌گیرند، این پایدارسازی منجر به کاهش پیامدهای زیست‌محیطی شده و کاهش لغزش زمین را در پی خواهد شد. ژئوسل از جنس اتیلین سنگین می‌باشد  و دارای ساختاری مانند لانه زنبور می‌باشد . عمده‌ترین کاربرد ژئوسل رفع مشکلات نگهداری از خاک، پایداری خاک و کنترل کردن فرسایش خاک می‌باشد .
9. ژئومت:این محصول که از لحاظ کاربرد تشابه زیادی با ژئوسل دارد از جنس پلی پراپیلن بوده و برای جلوگیری از فرسایش خاک، شسته شدن خاک توسط آب و گل کاری بر روی تپه و خاک‌های شیب دار کاربرد دارد.

تهیه و تنظیم سولماز صدری شرکت بهسازان محک

## عملکردها
در میان کاربردهای دیگر، ژئوسنتتیک می‌تواند برای جداسازی، فیلتر کردن، حفاظت، زهکشی، مسلح‌سازی و ممانعت از سرایت رطوبت و … به کار رود:
1. فیلتراسیون:می‌تواند به طرز قابل توجهی کارایی یک سازهٔ خاکی را بالا ببرد و ژئوسنتتیک‌ها می‌توانند برای ایجاد سیستم‌های فیلترکنندهٔ مؤثر به کار روند. وظیفهٔ فیلتر به این ترتیب است که اجازه دهد آب از صافی آن بگذرد و ذرات موجود در خا ک فیلتر شده٫ باقی بماند. فیلتراسیون می‌تواند کارایی یک سازهٔ خاکی را با کنترل کردن فرسایش سازه و پایین آوردن میزان ذرات خاکی که از مجموعه شسته و جدا می‌شود بالا ببرد. هنگامی که ذرات از خاک جدا شوند پیوستگی و چسبندگی مجموعه کاهش پیدا می‌کند و متعاقباً استقامت خاک کاهش می‌یابد که به این پدیده Piping گفته می‌شود. از بین بردن این دو معضل منجر به بالا رفتن طول عمر سازه نیز می‌شود. فیلترهای ژئوسنتتیک می‌توانند اطمینان و کارایی فیلترهای خاکی مشبک پیشین را بالا ببرند و نیاز به کار کمتر برای نصب شدن دارند.
2. زهکشی:در تمام سازه‌های خاکی مورد نیاز است، چه بخواهیم آب‌های سطحی را از زمین ورزش حذف کنیم، چه بخواهیم فشار جانبی بر دیوار حائل را کاهش دهیم، به هر حال نیاز به زهکشی مؤثر را نباید دست کم گرفت. در گذشته آبگذرهای مختلفی مورد استفاده قرار می‌گرفتند. زهکش‌ها از این جهت با فیلترکننده‌ها متفاوتند که؛ آب از میان صافی فیلترکننده رد می‌شود در حالی که در زهکش آب همراه صافی زهکش حرکت می‌کند.
3. محافظت:در برخی استفاده‌های خاکی لازم است که یک قسمت از کار را از قسمت دیگر جدا کنیم و از آن حفاظت کنیم، به دلایل مختلفی چون: ممانعت از نشت مایعات، حفظ کردن یک سازهٔ خاکی از فرسایش. ژئوتکستایل‌ها مناسب این کاربرد هستند.
4. جداسازی:ژئوتکستایل دو لایه از خاک را که پراکندگی و اندازهٔ ذراتشان با یکدیگر متفاوت است، از هم جدا می‌کند. به عنوان مثال؛ ژئوتکستایل‌ها به این منظور به کار می‌روند که از رسوخ مواد موجود در آسفالت در خاک نرم زیرین جلوگیری کنند تا ساختار، ضخامت و کل جاده پایدار بماند. جداسازها همچنین کمک می‌کنند که ذرات ریز خاک زیرین به لایهٔ نفوذ پذیر تهی و پوک آسفالت رسوخ نکند.
5. مقاوم‌سازی: ژئوگرید را می‌توان برای مقاوم‌سازی حجمی از خاک، بالا بردن زاویهٔ اصطکاک خاک و بالا بردن ثبات ساختار خاک استفاده کرد. در نقش مقاوم‌سازی، ژئوگرید در معرض نیروی کششی مداوم قرار دارد. خاک و سنگ به داشتن مقاومت در برابر نیروی فشاری و به داشتن ظرفیت کم برای نیروهای کششی معروف هستند. شبکه ژئوگرید نیروهای کششی را تحمل می‌کند، ژئوگرید به نیروهای کششی که خاک نمی‌تواند تحمل کند یاری می‌دهد.